# Verenigde Staten op de Olympische Zomerspelen 2004
De Verenigde Staten namen deel aan de Olympische Zomerspelen 2004 in Athene, Griekenland. Met 613 sporters was het de grootste delegatie tijdens deze Spelen. Voor de derde keer op rij werd de eerste plaats in het medailleklassement behaald. Opvallend was dat de helft van de medailles werd gewonnen in twee sporten; zwemmen (12x goud, 28 totaal) en atletiek (9 keer goud en 24 totaal).

## Medailleoverzicht
| Sport            | Olympiër | Discipline                                 | Medaille |
| ---------------- | --- | ------------------------------------------ | -------- |
| Atletiek         | Justin Gatlin | 100 m (m)                                  | Goud     |
| Atletiek         | Shawn Crawford | 200 m (m)                                  | Goud     |
| Atletiek         | Jeremy Wariner | 400 m (m)                                  | Goud     |
| Atletiek         | Jeremy Wariner Derrick Brew Otis Harris Donald Williamson                                                                         | 4x 400 m (m)                               | Goud     |
| Atletiek         | Monique Henderson Monique Hennagan Sanya Richards DeeDee Trotter                                                                  | 4x 400 m (v)                               | Goud     |
| Atletiek         | Dwight Phillips | verspringen (m)                            | Goud     |
| Atletiek         | Tim Mack | polsstokhoogspringen (m)                   | Goud     |
| Atletiek         | Joanna Hayes | 100 m horden (v)                           | Goud     |
| Atletiek         | Adam Nelson | kogelstoten (m)                            | Goud     |
| Basketbal        | Olympisch team | vrouwen                                    | Goud     |
| Boksen           | Andre Ward | halfzwaargewicht (tot 81 kg) (m)           | Goud     |
| Gymnastiek       | Paul Hamm | meerkamp (m)                               | Goud     |
| Gymnastiek       | Carly Patterson | meerkamp (v)                               | Goud     |
| Paardensport     | Chris Kappler Beezie Madden McLain Ward Peter Wylde                                                                               | springconcours team                        | Goud     |
| Roeien           | team | acht (m)                                   | Goud     |
| Roeien           | Chris Ahrens, Wyatt Allen, Pete Cipollone, Dan Beery, Matt Deakin Joseph Hansen, Beau Hoopman, Jason Read, Bryan Volpenhein       |                                            |          |
| Schermen         | Mariel Zagunis | sabel (v)                                  | Goud     |
| Schietsport      | Matthew Emmons | 50 m kleinkalibergeweer liggend (m)        | Goud     |
| Schietsport      | Kimberly Rhode | dubbeltrap (v)                             | Goud     |
| Softbal          | Olympisch elftal | vrouwen                                    | Goud     |
| Taekwondo        | Steven Lopez | tot 80 kg (m)                              | Goud     |
| Voetbal          | Olympisch elftal | vrouwen                                    | Goud     |
| Volleybal        | Misty May Kerri Walsh | beachvolleybal (v)                         | Goud     |
| Worstelen        | Cael Sanderson | vrije stijl, tot 84 kg (m)                 | Goud     |
| Zeilen           | Kevin Burnham Paul Foerster | 470 klasse (m)                             | Goud     |
| Zwemmen          | Gary Hall jr. | 50 m vrij (m)                              | Goud     |
| Zwemmen          | Aaron Peirsol | 100 m rug (m)                              | Goud     |
| Zwemmen          | Aaron Peirsol | 200 m rug (m)                              | Goud     |
| Zwemmen          | Michael Phelps | 100 m vlinder (m)                          | Goud     |
| Zwemmen          | Michael Phelps | 200 m vlinder (m)                          | Goud     |
| Zwemmen          | Michael Phelps | 200 m wissel (m)                           | Goud     |
| Zwemmen          | Michael Phelps | 400 m wissel (m)                           | Goud     |
| Zwemmen          | Michael Phelps Klete Keller Ryan Lochte Peter Vanderkaay                                                                          | 4x 200 m vrij (m)                          | Goud     |
| Zwemmen          | Aaron Peirsol Ian Crocker Brendan Hansen Jason Lezak                                                                              | 4x 100 m wissel (m)                        | Goud     |
| Zwemmen          | Natalie Coughlin | 100 m rug (v)                              | Goud     |
| Zwemmen          | Amanda Beard | 200 m school (v)                           | Goud     |
| Zwemmen          | Natalie Coughlin Carly Piper Kaitlin Sandeno Dana Vollmer                                                                         | 4x 200 m vrij (v)                          | Goud     |
| Atletiek         | Bernard Williams | 200 m (m)                                  | Zilver   |
| Atletiek         | Otis Harris | 400 m (m)                                  | Zilver   |
| Atletiek         | Terrence Trammell | 110 m horden (m)                           | Zilver   |
| Atletiek         | Meb Keflezighi | marathon (m)                               | Zilver   |
| Atletiek         | Shawn Crawford Justin Gatlin Maurice Greene Comet Miller                                                                          | 4x 100 m (m)                               | Zilver   |
| Atletiek         | Matt Hemingway | hoogspringen (m)                           | Zilver   |
| Atletiek         | John Moffitt | verspringen (m)                            | Zilver   |
| Atletiek         | Tomet Stevenson | polsstokhoogspringen (m)                   | Zilver   |
| Atletiek         | Bryan Clay | tienkamp (m)                               | Zilver   |
| Atletiek         | Lauryn Williams | 100 m (v)                                  | Zilver   |
| Atletiek         | Allyson Felix | 200 m (v)                                  | Zilver   |
| Gymnastiek       | mannenteam | meerkamp team (m)                          | Zilver   |
| Gymnastiek       | Jason Gatson, Morgan Hamm, Paul Hamm Brett McClure, Blaine Wilson, Guard Young                                                    |                                            |          |
| Gymnastiek       | Paul Hamm | rekstok (m)                                | Zilver   |
| Gymnastiek       | vrouwenteam | meerkamp team (v)                          | Zilver   |
| Gymnastiek       | Mohini Bhardwaj, Annia Hatch, Terin Humphrey Courtney Kupets, Courtney McCool, Carly Patterson                                    |                                            |          |
| Gymnastiek       | Terin Humphrey | brug ongelijk (v)                          | Zilver   |
| Gymnastiek       | Carly Patterson | evenwichtsbalk (v)                         | Zilver   |
| Gymnastiek       | Annia Hatch | paardsprong (v)                            | Zilver   |
| Kanovaren        | Rebecca Giddens | K1 slalom (v)                              | Zilver   |
| Paardensport     | Kimberly Severson | eventing                                   | Zilver   |
| Paardensport     | Chris Kappler | springconcours                             | Zilver   |
| Roeien           | team | acht (v)                                   | Zilver   |
| Roeien           | Alison Cox, Anna Davies, Megan Dirkmaat, Kate Johnson, Laurel Korholz Samantha Magee, Anna Mickelson, Lianne Nelson, Mary Whipple |                                            |          |
| Schietsport      | Michael Anti | 50 m kleinkalibergeweer drie houdingen (m) | Zilver   |
| Taekwondo        | Nia Abdallah | tot 57 kg (v)                              | Zilver   |
| Tennis           | Mardy Fish | enkelspel (m)                              | Zilver   |
| Wielrennen       | Bobby Julich | wegtijdrit (m)                             | Zilver   |
| Wielrennen       | Dierdre Demet-Barry | wegtijdrit (v)                             | Zilver   |
| Worstelen        | Stephen Abas | vrije stijl, tot 55 kg (m)                 | Zilver   |
| Worstelen        | Jamill Kelly | vrije stijl, tot 66 kg (m)                 | Zilver   |
| Worstelen        | Sara McMann | vrije stijl, tot 63kg (v)                  | Zilver   |
| Zeilen           | John Lovell Charlie Ogeltree | tornado klasse                             | Zilver   |
| Zwemmen          | Larsen Jensen | 1500 m vrij (m)                            | Zilver   |
| Zwemmen          | Brendan Hansen | 100 m school (m)                           | Zilver   |
| Zwemmen          | Ian Crocker | 100 m vlinder (m)                          | Zilver   |
| Zwemmen          | Ryan Lochte | 200 m wissel (m)                           | Zilver   |
| Zwemmen          | Erik Vendt | 400 m wissel (m)                           | Zilver   |
| Zwemmen          | Amanda Beard | 200 m wissel (v)                           | Zilver   |
| Zwemmen          | Kaitlin Sandeno | 400 m wissel (v)                           | Zilver   |
| Zwemmen          | Lindsay Benko Maritza Correia Colleen Lanne Amanda Weir                                                                           | 4x 100 m vrij (v)                          | Zilver   |
| Zwemmen          | Amanda Beard Natalie Coughlin Kara Lynn Joyce Jennifer Thompson                                                                   | 4x 100 m wissel (v)                        | Zilver   |
| Atletiek         | Maurice Greene | 100 m (m)                                  | Brons    |
| Atletiek         | Justin Gatlin | 200 m (m)                                  | Brons    |
| Atletiek         | Derrick Brew | 400 m (m)                                  | Brons    |
| Atletiek         | Melissa Morrison | 100 m horden (v)                           | Brons    |
| Atletiek         | Deena Kastor | marathon (v)                               | Brons    |
| Basketbal        | Olympisch team | mannen                                     | Brons    |
| Boksen           | Andre Dirrell | middengewicht (tot 75 kg) (m)              | Brons    |
| Gymnastiek       | Courtney Kupets | brug ongelijk (v)                          | Brons    |
| Judo             | James Pedro | lichtgewicht (tot 73 kg) (m)               | Brons    |
| Paardensport     | Deborah McDonald Robert Dover Günter Sediel Lisa Wilcox                                                                           | dressuur team                              | Brons    |
| Paardensport     | Darren Chiacchia Julie Richards Kimberly Severson Amy Tryon John Williams                                                         | eventing team                              | Brons    |
| Schermen         | Sada Jacobsen | sabel (v)                                  | Brons    |
| Synchroonzwemmen | Anna Kozlova Alison Bartosik | duet (v)                                   | Brons    |
| Synchroonzwemmen | vrouwenteam | team (v)                                   | Brons    |
| Synchroonzwemmen | Alison Bartosik, Tamara Crow, Rebecca Jasontek, Anna Kozlova Sara Lowe, Lauren McFall, Stephanie Nesbitt, Kendra Zanotto          |                                            |          |
| Triatlon         | Susan Williams | vrouwen                                    | Brons    |
| Volleybal        | Holly McPeak Elaine Youngs | beachvolleybal (v)                         | Brons    |
| Waterpolo        | Olympisch team | vrouwen                                    | Brons    |
| Worstelen        | Rulon Gardner | grieks-romeins, tot 120 kg                 | Brons    |
| Worstelen        | Patricia Miranda | vrije stijl, tot 48 kg (v)                 | Brons    |
| Zwemmen          | Michael Phelps | 200 m vrij (m)                             | Brons    |
| Zwemmen          | Klete Keller | 400 m vrij (m)                             | Brons    |
| Zwemmen          | Brendan Hansen | 200 m school (m)                           | Brons    |
| Zwemmen          | Ian Crocker Jason Lezak Michael Phelps Neil Walker                                                                                | 4x 100 m vrij (m)                          | Brons    |
| Zwemmen          | Natalie Coughlin | 100 m vrij (v)                             | Brons    |
| Zwemmen          | Kaitlin Sandeno | 400 m vrij (v)                             | Brons    |
| Zwemmen          | Diana Munz | 800 m vrij (v)                             | Brons    |

## Deelnemers en resultaten per onderdeel

### Boogschieten
Mannen, individueel
- Vic Wunderle — 8e plaats
- John Magera — 41e plaats
- Butch Johnson — 52e plaats

Vrouwen, individueel
- Jennifer Nichols — 9e plaats
- Janet Dykman — 60e plaats
- Stephanie Arnold — 61e plaats

Mannenteam
- Butch Johnson, John Magera en Vic Wunderle — 4e plaats

Vrouwenteam
- Stephanie Arnold, Janet Dykman en Jennifer Nichols — 13e plaats

### Atletiek
Mannen, 100 meter:
- Justin Gatlin — Eerste ronde: 10.07 s, tweede ronde: 9.96 s, halve finale: 10.09 s, finale: 9.85 s (goud)
- Maurice Greene — Eerste ronde: 10.18 s, tweede ronde: 9.93 s, halve finale: 9.97 s, finale: 9.87 s (brons)
- Shawn Crawford — Eerste ronde: 10.02 s, tweede ronde: 9.89 s, halve finale: 10.07 s, finale: 9.89 s (4e plaats)

Vrouwen, 100 meter:
- Lauryn Williams — Finale, 10.96 s (ging niet verder)
- LaTasha Colander — Finale, 11.18 s (ging niet verder)
- Gail Devers — Halve finale, 11.22 s (ging niet verder)

Mannen, 110 meter horden:
- Terrence Trammell — Eerste ronde: 13.51 s, tweede ronde: 13.34 s, halve finale: 13.17 s, finale: 13.18 s (zilver)
- Duane Ross — Eerste ronde: 13.39 s, tweede ronde: 13.50 s, halve finale: 13.30 s
- Allen Johnson — Eerste ronde: 13.45 s, tweede ronde: Niet gefinisht

Vrouwen, 100 meter horden:
- Joanna Hayes — Finale, 12.37 s (OR, goud)
- Melissa Morrison — Finale, 12.56 s (brons)

Mannen, 200 meter:
- Shawn Crawford — Eerste ronde: 20.55 s, tweede ronde: 19.95 s, halve finale: 20.05 s, finale: 19.79 s (goud)
- Bernard Williams — Eerste ronde: 20.29 s, tweede ronde: 20.40 s, halve finale: 20.18 s, finale: 20.01 s (zilver)
- Justin Gatlin — Eerste ronde: 20.51 s, tweede ronde: 20.03 s, halve finale: 20.35 s, finale: 20.03 s (brons)

Vrouwen, 200 meter:
- Allyson Felix — Eerste ronde: 22.39 s, tweede ronde: 22.69 s, halve finale: 22.36 s, finale: 22.18 s (zilver)
- Muna Lee — Eerste ronde: 22.57 s, tweede ronde: 22.74 s, halve finale: 22.69 s, finale: 22.87 s (7e plaats)
- la Shauntea Moore — Eerste ronde: 23.10 s, tweede ronde: 22.96 s, halve finale: 22.93 s

Mannen, 400 meter:
- Jeremy Wariner — Eerste ronde: 45.56 s, halve finale: 44.87 s, finale: 44.00 s (goud)
- Otis Harris — Eerste ronde: 45.11 s, halve finale: 44.99 s, finale: 44.16 s (zilver)
- Derrick Brew — Eerste ronde: 45.41 s, halve finale: 45.05 s, finale: 44.42 s (brons)

Vrouwen, 400 meter:
- Monique Hennagan — Eerste ronde: 51.02 s, halve finale: 49.88 s, finale: 49.97 s (4e plaats)
- DeeDee Trotter — Eerste ronde: 50.56 s, halve finale: 50.14 s, finale: 50.00 s (5e plaats)
- Sanya Richards — Eerste ronde: 50.11 s, halve finale: 50.54 s, finale: 50.19 s (6e plaats)

Mannen, 400 meter horden:
- James Carter — Eerste ronde: 48.64 s, halve finale: 48.18 s, finale: 48.58 s (4e plaats)
- Bennie Brazell — Eerste ronde: 48.57 s, halve finale: 48.19 s, finale: 49.51 s (8e plaats)
- Angelo Taylor — Eerste ronde: 48.79 s, halve finale: 48.72 s

Vrouwen, 400 meter horden:
- Sheena Tosta — Eerste ronde: 54.81 s, halve finale: 54.32 s, finale: 53.83 s (4e plaats)
- Brenda Taylor — Eerste ronde: 54.72 s, halve finale: 55.02 s, finale: 54.97 s (7e plaats)
- Lashinda Demus — Eerste ronde: 54.66 s, halve finale: 54.32 s

Mannen, 800 meter:
- Jonathan Johnson — Halve finale, 1:50.1 (ging niet verder)
- Khadevis Robinson — Eerste ronde, 1:46.1 (ging niet verder)
- Derrick Peterson — Eerste ronde, 1:47.6 (ging niet verder)

Vrouwen, 800 meter:
- Jearl Miles-Clark — Eerste ronde: 2:01.33, halve finale: 1:58.71, finale: 1:57.27 (6e plaats)
- Nicole Teter — Eerste ronde: 2:01.16, halve finale: 1:59.50
- Hazel Clark — Eerste ronde: 2:05.67

Mannen, 1.500 meter:
- Alan Webb — Eerste ronde, 3:41.25 (ging niet verder)
- Charlie Gruber — Eerste ronde, 3:41.73 (ging niet verder)
- Grant Robison — Eerste ronde, 3:53.66 (ging niet verder)

Vrouwen, 1.500 meter:
- Carrie Tollefson — Eerste ronde: 4:06.46, halve finale: 4:08.55

Mannen, 3.000 meter steeplechase:
- Daniel Lincoln — Finale, 8:16.86 (11e plaats)
- Anthony Famiglietti — Eerste ronde, 8:31.59 (ging niet verder)
- Robert Gary — Eerste ronde, 8:38.01 (ging niet verder)

Mannen, 5.000 meter:
- Tim Broe — Finale, 13:33.06 (11e plaats)
- Jonathon Riley — Eerste ronde, 13:38.79 (ging niet verder)

Vrouwen, 5.000 meter:
- Marla Runyan — Eerste ronde: 15:24.88
- Shalane Flanagan — Eerste ronde: 15:34.63
- Shayne Culpepper — Eerste ronde: 15:40.02

Mannen, 10.000 meter:
- Daniel Browne — Finale, 28:14.53 (12e plaats)
- Abdihakem Abdirahman — Finale, 28:26.26 (15e plaats)
- Dathan Ritzenhein — Finale, niet gefinisht

Vrouwen, 10.000 meter:
- Elva Dryer — 32:18.16 (19e plaats)
- Kate O'Neill — 32:24.04 (21e plaats)

Mannen, 4x100 meter estafette:
- Shawn Crawford, Justin Gatlin, Comet Miller en Maurice Greene — Finale, 0:38.08 (zilver)

Vrouwen, 4x100 meter estafette:
- LaTasha Colander, Lauryn Williams, Marion Jones en Angela Williams — Eerste ronde: 41.67 s, finale: Niet gefinisht

Mannen, 4x400 meter estafette:
- Otis Harris, Derrick Brew, Jeremy Wariner en Darold Williamson — Finale, 2:55.91 (goud)

Vrouwen, 4x400 meter estafette:
- Crystal Cox, Moushaumi Robinson, Monique Hennagan, Monique Henderson en Sanya Richards, DeeDee Trotter — Eerste ronde: 3:23.79, finale: 3:19.01 (goud)

Mannen, tienkamp:
- Bryan Clay — 8820 punten (zilver)
- Paul Terek — 7893 punten (21e plaats)
- Tom Pappas — Niet gefinisht

Vrouwen zevenkamp:
- Shelia Burrell — 6296 punten (4e plaats)
- Michelle Perry — 6124 punten (14e plaats)
- Tiffany Lott-Hogan — 6066 punten (20e plaats)

Mannen, marathon:
- Meb Keflezighi — 2:11:29 (zilver)
- Alan Culpepper — 2:15:26 (12e plaats)
- Daniel Browne — 2:27:17 (65e plaats)

Vrouwen, marathon:
- Deena Kastor — 2:27:20 (brons)
- Jennifer Rhines — 2:43:52 (34e plaats)
- Colleen De Reuck — 2:46:30 (39e plaats)

Mannen, 20 km snelwandelen:
- Timothy Seaman — 1:25:17 (20e plaats)
- Kevin Eastler — 1:25:20 (21e plaats)
- John Nunn — 1:27:38 (26e plaats)

Vrouwen, 20 km snelwandelen:
- Teresa Vaill — 1:38:47 (43e plaats)

Mannen, 50 km snelwandelen:
- Curt Clausen — 4:13:31 (32e plaats)
- Phillip Dunn — 4:12:49 (35e plaats)

Mannen, verspringen:
- Dwight Phillips — Finale, 8.59 meter (goud)
- John Moffitt — Finale, 8.47 meter (zilver)
- Walter Davis — Eerste ronde, 7.80 meter (ging niet verder)

Vrouwen, verspringen:
- Marion Jones — Eerste ronde: 6.70 meter, finale: 6.85 meter (5e plaats)
- Grace Upshaw — Eerste ronde: 6.68 meter, finale: 6.64 meter (10e plaats)
- Rose Richmond — Eerste ronde: 6.46 meter

Mannen, hink-stap-springen:
- Kenta Bell — Finale, 16.90 meter (9e plaats)
- Walter Davis — Finale, 16.78 meter (11e plaats)
- Melvin Lister — Eerste ronde, 16.64 meter (ging niet verder)

Vrouwen, hink-stap-springen:
- Tiombe Hurd — Eerste ronde: 13.98 meter
- Yuliana Perez — Eerste ronde: 13.62 meter

Mannen, hoogspringen:
- Matt Hemingway — Finale, 2.34 meter (zilver)
- Jamie Nieto — Finale, 2.34 meter (4e plaats)
- Tora Harris — Eerste ronde, 2.15 meter (ging niet verder)

Vrouwen, hoogspringen:
- Amy Acuff — Eerste ronde: 1.95 meter, finale: 1.99 meter (4e plaats)
- Tisha Waller — Eerste ronde: 1.89 meter
- Chaunté Howard — Eerste ronde: 1.85 meter

Mannen, polsstokhoogspringen:
- Tim Mack — Finale, 5.95 meter (goud, olympisch record)
- Tomet Stevenson — Finale, 5.90 meter (zilver)
- Derek Miles — Finale, 5.75 meter (7e plaats)

Vrouwen, polsstokhoogspringen:
- Stacy Dragila — Eerste ronde: 4.30 meter
- Jillian Schwartz — Eerste ronde: 4.30 meter
- Kellie Suttle — Eerste ronde: 4.15 meter

Mannen, kogelstoten:
- Adam Nelson — Finale, 21.16 meter (goud)
- John Godina — Finale, 20.19 meter (9e plaats)
- Reese Hoffa — Eerste ronde, 19.40 meter (ging niet verder)

Vrouwen, kogelstoten:
- Kristin Heaston — Eerste ronde: 17.17 meter
- Laura Gerraught — Eerste ronde: 16.47 meter

Mannen, discuswerpen:
- Casey Malone — Finale, 64.33 meter (6e plaats)
- Jarred Rome — Eerste ronde, 61.55 meter (ging niet verder)
- Ian Waltz — Eerste ronde, 58.97 meter (ging niet verder)

Vrouwen, discuswerpen:
- Aretha Hill — Eerste ronde: 58.82 meter
- Stephanie Brown — Eerste ronde: 58.54 meter
- Seilala Sua — Eerste ronde: Geen score

Mannen, speerwerpen:
- Breaux Greer — Finale, 74.36 meter (12e plaats)

Vrouwen, speerwerpen:
- Kim Kreiner — Eerste ronde: 52.18 meter

Mannen, kogelslingeren:
- James Parker — Eerste ronde, 75.04 meter (ging niet verder)
- Alfred Kruger — Eerste ronde, 69.38 meter (ging niet verder)

Vrouwen, kogelslingeren:
- Erin Gilreath — Eerste ronde: 66.71 meter
- Anna Mahon — Eerste ronde: 64.99 meter
- Jackie Jeschelnig — Eerste ronde: 62.23 meter

### Badminton
Mannen, dubbelspel
- Howard Bach & Kevin Qi Han — Achtste finale: verlies tegen Jens Eriksen & Martin Lundgaard Hansen, DEN

### Basketbal

#### Mannen
- Team:
  - Centers: Tim Duncan, Emeka Okafor
  - Aanvallers: Carmelo Anthony, Carlos Boozer, Richard Jefferson, Shawn Marion, Amar'e Stoudemire, LeBron James
  - Guards: Allen Iverson, Stephon Marbury, Dwyane Wade
  - Hoofdcoach: Larry Brown

- VS — Puerto Rico 71-92
- VS — Griekenland 77-71
- VS — Australië 89-79
- VS — Litouwen 90-94
- VS — Angola 89-53
- VS — Spanje 102-94 (kwartfinale)
- VS — Argentinië 81-89 (halve finale)
- VS — Litouwen 106-94 (om de derde plaats)

De Verenigde Staten eindigde als 3e

#### Vrouwen
- Team
  - Centers: Yolanda Griffith, Lisa Leslie, Ruth Riley
  - Aanvallers: Swin Cash, Tamika Catchings, Sheryl Swoopes, Tina Thompson
  - Guards: Sue Bird, Shannon Johnson, Katie Smith, Dawn Staley, Diana Taurasi
  - Hoofdcoach: Van Chancellor

- VS — Nieuw-Zeeland 99-47
- VS — Tsjechië 80-61
- VS — Zuid-Korea 80-57
- VS — Spanje 71-58
- VS — China 100-62
- VS — Griekenland 102-72 (kwartfinale)
- VS — Rusland 66-62 (halve finale)
- VS — Australië 74-63 (finale)

De Verenigde Staten won het goud.

### Boksen
Mannen, tot 48 kg
- Rau'shee Warren
  1. Laatste 32 — Verloor van Zou Shiming uit China, 22-9

Mannen, tot 51 kg
- Ron Siler
  1. Laatste 32 — Versloeg Bradley Hore uit Australië, 32-18
  2. Laatste 16 — Verloor van Tulashboy Doniyorov uit Oezbekistan, 45-22

Mannen, tot 60 kg
- Vicente Escobedo
  1. Laatste 32 — Versloeg José David Mosquera uit Colombia, puntenovermacht
  2. Laatste 16 — Verloor van Rovshan Huseynov uit Azerbeidzjan, 36-18

Mannen, tot 64 kg
- Rock Allen
  1. Laatste 32 — bye
  2. Laatste 16 — Verloor van Boris Georgiev uit Bulgarije, 30-10

Mannen, tot 69 kg
- Vanes Martirosyan
  1. Laatste 32 — Versloeg Meskine Benamar, Algerije, 45-20
  2. Laatste 16 — Verloor van Lorenzo Aragon Armenteros uit Cuba, 20-11

Mannen, tot 75 kg
- Andre Dirrell — brons
  1. Laatste 32 — Versloeg Ha Dabateer uit China, 25-18
  2. Laatste 16 — Versloeg Kassel Nabil uit Algerije, puntenovermacht
  3. Kwartfinale — Versloeg Yordani Despaigne Herrera uit Cuba, 12-11
  4. Halve finale — Verloor van Gennadiy Golovkin uit Kazachstan, 23-18

Mannen, tot 81 kg
- Andre Ward — goud
  1. Laatste 32 — bye
  2. Laatste 16 — Versloeg Clemente Russo uit Italië, 17-9
  3. Kwartfinale — Versloeg Evgeny Makarenko uit Rusland, 23-16
  4. Halve finale — Versloeg Utkirbek Haydarov uit Oezbekistan, 17-15
  5. Finale — Versloeg Magomed Aripgadjiev uit Wit-Rusland, 20-13

Mannen, tot 91 kg
- Devin Vargas
  1. Laatste 16 — Versloeg Rachid El Haddak uit Marokko, puntenovermacht
  2. Kwartfinale — Verloor van Viktar Zuyev uit Wit-Rusland, 36-27

Mannen, boven 91 kg
- Jason Estrada
  1. Laatste 16 — Versloeg Ma'afu Hawke uit Tonga, 30-11
  2. Kwartfinale — Verloor van Michel Lopez Nunez uit Cuba, 21-7

### Kanoën

#### Vlakwater
Mannen, c2 500 meter:
- Jordanië Malloch en Nathan Johnson — halve finale, 14e plaats

Mannen, c2 1.000 meter:
- Jordanië Malloch en Nathan Johnson — halve finale, 14e plaats

Mannen, k1 500 meter:
- Rami Zur — halve finale, 11e plaats

Vrouwen, k1 500 meter:
- Carrie Johnson — halve finale, 15e plaats

Mannen, k1 1.000 meter:
- Benjamin Lewis — halve finale, 21e plaats

Mannen, k2 500 meter:
- Bartosz Wolski en Rami Zur — halve finale, 13e plaats

Mannen, k2 1.000 meter:
- Jeffrey Smoke en Andrew Bussey — halve finale, 13e plaats

Vrouwen, k4 500 meter:
- Carrie Johnson, Kathryn Colin, Lauren Spalding en Marie Mijalis — halve finale, 10e plaats

#### Slalom
Mannen, c1 slalom:
- Chris Ennis, Jr. — voorronde series, 16e plaats

Mannen, c2 slalom:
- Matthew Taylor en Joseph Jacobi — halve finale, 8e plaats

Mannen, k1 slalom:
- Scott Parsons — finale, 6e plaats
- Brett Heyl — halve finale, 15e plaats

Vrouwen, k1 slalom:
- Rebecca Giddens — finale, zilver

### Schoonspringen
Mannen, 3 meter plank:
- Troy Dumais — Kwalificatie: 452.76, halve finale: 239.91, finale: 461.55 (6e plaats)
- Justin Wilcock — Kwalificatie: 225.87 (32e plaats)

Vrouwen, 3 meter plank:
- Rachelle Kunkel — Kwalificatie: 294.75, halve finale: 209.76, finale: 336.96 (9e plaats)
- Kimiko Soldati — Kwalificatie: 252.36 (21e plaats)

Mannen, 10 meter platform:
- Caesar Garcia — voorronde, 23e plaats
- Kyle Prandi — voorronde, 29e plaats

Vrouwen, 10 meter platform:
- Laura Wilkinson — finale, 5e plaats
- Sara Hildebrand — finale, 10e plaats

Mannen, synchroon, 3 meter plank
- Justin Dumais en Troy Dumais — 6e plaats, 327.06 punten

Mannen, synchroon 10 meter platform:
- Mark Ruiz en Kyle Prandi — 8e plaats, 325.44 punten

Vrouwen, synchroon, 10 meter platform:
- Cassandra Cardinell en Sara Hildebrand — 7e plaats, 302.22 punten

### Paardensport
Dressuur, individueel:
- Debbie McDonald met Brentina — finale, 4e plaats
- Robert Dover met Kennedy — finale, 6e plaats
- Guenter Seidel met Aragon — finale, 14e plaats
- Lisa Wilcox met Relevant 5 — eerste ronde, 27e plaats

Dressuur, team:
- McDonald, Dover, Seidel en Wilcox — brons, 71.500%

Eventing, individueel:
- Kimberly Severson met Winsome Adante — finale, zilver
- Amy Tryon met Poggio II — finale, 6e plaats
- Darren Chiacchia met Windfall 2 — finale, 12e plaats
- John Williams met Carrick — derde ronde, 28e plaats (21e after ronde)
- Julie Richards met Jacob Twee Twee — derde ronde, 29e plaats (23e after ronde)

Eventing, team:
- Severson, Tryon, Chiacchia, Williams en Richards — brons, 145.6 strafpunten

Springconcours, individueel:
- Chris Kappler met Royal Kaliber — finale ronde B, brons
- McLain Ward met Sapphire — finale ronde B, 29e plaats
- Beezie Madden met Authentic — finale ronde A, 34e plaats
- Peter Wylde met Fein Cera — qualifer, 51e plaats (37e after ronde)

Springconcours, team:
- Kappler, Ward, Madden en Wylde — finale, zilver

### Schermen
Mannen, degen individueel:
- Soren Thompson — versloeg in kwartfinale
- Cody Mattern — verslagen in de 1/16e finale
- Weston Kelsey — verslagen in de 1/16e finale

Vrouwen, degen individueel:
- Kamara James — verslagen in de 1/16e finale

Mannen, floret individueel:
- Dan Kellner — verslagen in de achtste finale
- Jonathan Tiomkin — verslagen in de 1/16e finale
- Jedediah Dupree — verloor in de 1/32e finale

Vrouwen, floret individueel:
- Erinn Smart — verloor in de 1/32e finale

Mannen, sabel individueel:
- Keeth Smart — verslagen in de achtste finale
- Ivan Lee — verslagen in de achtste finale
- Jason Rogers — verslagen in de 1/16e finale

Vrouwen, sabel individueel:
- Mariel Zagunis — goud
- Sada Jacobson — brons
- Emily Jacobson — verslagen in de achtste finale

Mannen, degen team:
- Cody Mattern, Weston Kelsey, Soren Thompson en Jansson Viviani — 6e plaats

Mannen, floret team:
- Dan Kellner, Jonathan Tiomkin en Jedediah Dupree — 4e plaats

Mannen, sabel team:
- Keeth Smart, Jason Rogers en Ivan Lee — 4e plaats

### Turnen
Mannen, turnen: team: zilver
- Paul Hamm — plaatste zich voor vijf onderdelen
  - Meerkamp — goud
  - Rekstok — zilver
  - Vloer — 5e plaats
  - Paard voltige — 6e plaats
  - Brug — 7e plaats
- Morgan Hamm — plaatste zich voor twee onderdelen
  - Rekstok — 4e plaats
  - Vloer — 8e plaats
- Brett McClure — plaatste zich voor één onderdeel
  - Meerkamp — 9e plaats
- Blaine Wilson — plaatste zich voor geen enkel onderdeel
- Jason Gatson — plaatste zich voor geen enkel onderdeel
- Guard Young — plaatste zich voor geen enkel onderdeel

Vrouwen, turnen team: zilver
- Carly Patterson — plaatste zich voor twee onderdelen
  - Meerkamp — goud
  - Evenwichtsbalk — zilver
- Terin Humphrey — plaatste zich voor één onderdeel
  - Brug ongelijk — zilver
- Annia Hatch — plaatste zich voor één onderdeel
  - Paardsprong — zilver
- Courtney Kupets — plaatste zich voor drie onderdelen
  - Brug ongelijk — brons
  - Evenwichtsbalk — 5e plaats
  - Meerkamp — 9e plaats
- Mohini Bhardwaj — plaatste zich voor één onderdeel
  - Vloer — 6e plaats
- Courtney McCool — plaatste zich voor geen enkel onderdeel

Vrouwen, ritmische gymnastiek:
- individueel
  - Mary Sanders — 15e plaats

Vrouwen, trampoline:
- Jennifer Parilla — 14e plaats

### Judo
Mannen, tot 60 kg:
- Taraje Williams-Murray — verslagen in de achtste finale; herkansing laatste 32

Mannen, tot 66 kg:
- Alexander Ottiano — verslagen in de 1/16e finale

Mannen, tot 73 kg:
- James Pedro — brons; verslagen in de achtste finale; won herkansingsfinale

Mannen, tot 81 kg:
- Richard Hawn — verslagen in de achtste finale; herkansing laatste 16

Mannen, tot 90 kg:
- Brian Olson — verslagen in de achtste finale

Mannen, tot 100 kg:
- Rhadi Ferguson — verslagen in de achtste finale; herkansing laatste 32

Mannen, vanaf 100 kg:
- Martin Boonzaayer — verslagen in de achtste finale

Vrouwen, tot 52 kg:
- Charlee Minkin — verslagen in de 1/16e finale

Vrouwen, tot 57 kg:
- Ellen Wilson — verslagen in de achtste finale; herkansing laatste 32

Vrouwen, tot 63 kg:
- Ronda Rousey — verslagen in de 1/16e finale; herkansing laatste 16

Vrouwen, tot 70 kg:
- Celita Schutz — verslagen in de 1/16e finale; herkansing laatste 32

Vrouwen, tot 78 kg:
- Nicole Kubes — verslagen in de achtste finale; herkansing laatste 16

### Moderne vijfkamp
Mannen:
- Vakhtang Iagorashvili — 9e plaats
- Tsjaad Senior — 13e plaats

Vrouwen:
- Mary Beth Iagorashvili — 15e plaats
- Anita Allen — 18e plaats

### Softbal

#### Vrouwentoernooi
- Voorronde
  - Versloeg Italië (7:0)
  - Versloeg Australië (10:0)
  - Versloeg Japan (3:0)
  - Versloeg Canada (7:0)
  - Versloeg PR China (4:0)
  - Versloeg Griekenland (7:0)
  - Versloeg Taipei (3:0)
- Halve finale
  - Versloeg Australië (5:0)
- Finale
  - Versloeg Australië (5:1) →  Goud
- Spelers
  - Leah Amico
  - Laura Berg
  - Crystl Bustos
  - Lisa Fernandez
  - Jennie Finch
  - Tairia Flowers
  - Amanda Freed
  - Lori Hannigan
  - Lovieanne Jung
  - Kelly Kretschman
  - Jessica Mendoza
  - Stacey Nuveman
  - Cat Osterman
  - Jenny Topping
  - Natasha Watley
- Hoofdcoach: Mike Candrea

### Tennis
Mannen, individueel
- Taylor Dent — 4e plaats, verloor in de wedstrijd om het brons van Fernando González, CHI
- Andy Roddick — Laatste 16: verloor van Fernando González, CHI
- Vincent Spadea — Laatste 32: verloor van Nicolás Massú, CHI

Mannen, dubbelspel
- Mardy Fish en Andy Roddick — Laatste 32: verloor van Mahesh Bhupathi & Leander Paes, India
- Bob Bryan & Mike Bryan — Kwartfinale: verloor van Fernando González & Nicolás Massú, CHI

Vrouwen, individueel
- Lisa Raymond — Laatste 16: verloor van Alicia Molik, AUS
- Chanda Rubin — Laatste 16: verloor van Amélie Mauresmo, FRA
- Venus Williams — Laatste 16: verloor vant Mary Pierce, FRA

Vrouwen, dubbelspel
- Chanda Rubin & Venus Williams — Laatste 32: verloor van Li Ting & Sun Tian Tian, China
- Martina Navrátilová & Lisa Raymond — Kwartfinale: verloor van Shinobu Asagoe & Ai Sugiyama, JPN

### Triatlon
Vrouwen:
- Susan Williams — 2:05:08.92 (brons)
- Barb Lindquist — 2:06:25.49 (9e plaats)
- Sheila Taormina — 2:09:21.08 (23e plaats)

Mannen:
- Hunter Kemper — 1:52:46.33 (9e plaats)
- Andy Potts — 1:55:36.47 (22e plaats)
- Victor Plata — 1:57:09.09 (27e plaats)

### Voetbal

#### Vrouwen
- Doelverdedigers: Kristin Luckenbill, Briana Scurry
- Verdedigers: Brandi Chastain, Joy Fawcett, Kate Markgraf, Heather Mitts, Christie Rampone, Cat Reddick
- Middenvelders: Shannon Boxx, Julie Foudy (aanvoerder), Angela Hucles, Kristine Lilly, Lindsay Tarpley, Aly Wagner
- Aanvallers: Mia Hamm, Heather O'Reilly, Cindy Parlow, Abmet Wambach
- Hoofdcoach: April Heinrichs

- VS — Griekenland 3-0
- VS — Brazilië 2-0
- VS — Australië 1-1
- VS — Japan 2-1 (kwartfinale)
- VS — Duitsland 2-1 (n.v.) (halve finale)
- VS — Brazilië 2-1 (n.v.) (finale)

De Verenigde Staten won goud.

### Volleybal

#### Mannen indoor team
- Voorronde:
  - 3 gewonnen, 2 verloren
- Kwartfinale:
  - Versloeg Griekenland (3-2)
- Halve finale:
  - Verloor van Brazilië (0-3)
- Om de derde plaats:
  - Verloor van Rusland (0-3)
- Spelers:
  - Lloy Ball
  - Erik Sullivan
  - Phillip Eatherton
  - Donald Suxho
  - Reid Priddy
  - Ryan Millar
  - Riley Salmon
  - Brook Billings
  - Thomas Hoff
  - Clay Stanley
  - Kevin Barnett
  - Gabriel Gardner
- Hoofdcoach: Doug Beal

#### Vrouwen indoor team
- Voorronde:
  - 2 gewonnen, 3 verloren
- Kwartfinale: Met 3-2 verslagen door Brazilië
- Spelers:
  - Prikeba Phipps
  - Danielle Scott
  - Tayyiba Haneef
  - Lindsey Berg
  - Stacy Sykora
  - Elisabeth Bachman
  - Heather Bown
  - Ogonna Nnamani
  - Robyn Ah Mow-Santos
  - Nancy Metcalf
  - Tara Cross-Battle
  - Logan Tom

#### Mannen beachvolleybal
- Dax Holdren en Stein Metzger
  - Voorronde: 1-2
  - Laatste 16: Winst 2-1 tegen Markus Dieckmann en Jonas Reckermann, Duitsland
  - Kwartfinale: Met 2-0 verslagen door Stefan Kobel en Patrick Heuscher, Zwitserland
- Dain Blanton en Jeff Nygaard
  - Voorronde: 0-3
  - Laatste 16: Niet gekwalificeerd

#### Vrouwen, beachvolleybal
- Kerri Walsh en Misty May — goud
  - Voorronde: 3-0
  - Laatste 16: Winst 2-0 tegen Tian Jia en Wang Fei, China
  - Kwartfinale: Winst 2-0 tegen Guylaine Dumont en Annie Martin, Canada
  - Halve finale: Winst 2-0 tegen Holly McPeak en Elaine Youngs, Verenigde Staten
  - Finale: Winst 2-0 tegen Shelda Bede en Adriana Behar, Brazilië
- Holly McPeak en Elaine Youngs — brons
  - Voorronde: 3-0
  - Laatste 16: Winst 2-0 tegen Eva Celbová en Soňa Nováková, Tsjechië
  - Kwartfinale: Winst 2-0 tegen Okka Rau en Stephanie Pohl, Duitsland
  - Halve finale: Met 2-0 verslagen door Kerri Walsh en Misty May, Verenigde Staten
  - Om de derde plaats: Winst 2-1 tegen Natalie Cook en Nicole Sanderson, Australië

### Waterpolo

#### Mannentoernooi
- Voorronde (Groep A)
  - Versloeg Kroatië (7-6)
  - Versloeg Kazachstan (9-6)
  - Verloor van Hongarije (5-7)
  - Verloor van Rusland (7-9)
  - Verloor van Servië en Montenegro (4-9)
- Kwalificatiewedstrijden
  - 7e/10e plaats: versloeg Australië (6-5)
  - 7e/8e plaats: versloeg Italië (9-8) → Zevende plaats
- Spelers
  - Brandon Brooks
  - Wolf Wigo
  - Omar Amr
  - Jeff Powers
  - Adam Wright
  - Chris Segesman
  - Layne Beaubien
  - Tony Azevedo
  - Dan Klatt
  - Brett Ormsby
  - Jesse Smith
  - Genai Kerr
  - Ryan Bailey

#### Vrouwentoernooi
- Voorronde (Groep B)
  - Versloeg Hongarije (7-6)
  - Verloor van Canada (5-6)
  - Versloeg Rusland (8-4)
- Halve finale
  - Verloor van Italië (5-6)
- Om de derde plaats
  - Versloeg Australië (6-5) →  Brons
- Spelers
  - Jacqueline Frank
  - Heather Petri
  - Ericka Lorenz
  - Brenda Villa
  - Ellen Estes
  - Natalie Golda
  - Margaret Dingeldein
  - Kelly Rulon
  - Heather Moody
  - Robin Beauregard
  - Amber Stachowski
  - Nicolle Payne
  - Thalia Munro

### Wielersport

#### Wegwielrennen
Mannen, wegwedstrijd:
- Tyler Hamilton — 18e plaats, 5:41:56 (later geschrapt uit de uitslag omdat hij dopinggebruik toegaf)[1]
- George Hincapie — 24e plaats, 5:41:56
- Bobby Julich — 28e plaats, 5:41:56
- Levi Leipheimer — niet gefinisht
- Jason McCartney — niet gefinisht

Vrouwen, wegwedstrijd:
- Kristin Armstrong — 8e plaats, 3:25:06
- Christine Thorburn — 15e plaats, 3:25:42
- Deirdre Demet-Barry — 16e plaats, 3:25:42

Mannen, tijdrit:
- Tyler Hamilton — goud, 57:31.74 (later geschrapt uit de uitslag omdat hij dopinggebruik toegaf)[1]
- Bobmet Julich — zilver, 57:58.19 (Julich had eerst brons maar schoof door naar het zilver vanwege de dopingzaak rond Hamilton)[1]

Vrouwen, tijdrit:
- Deirdre Demet-Barry — zilver, 31:35.62
- Chirstine Thorburn — 4e plaats, 32:14.82

#### Baanwielrennen
Vrouwen, individuele achtervolging:
- Erin Mirabella — kwalificatieronde, 10e plaats

Vrouwen, individueel sprint:
- Jennie Reed — klassificatie 9-12, 10e plaats

Mannen, team sprint:
- Adam Duvendeck, Giddeon Massie en Christian Stahl — kwalificatieronde, 11e plaats

Mannen, puntenkoers:
- Colmet Pearce — 14e plaats, 23 punten

rouwen, puntenkoers:
- Erin Mirabella — 4e plaats, 9 punten

Mannen, keirin:
- Marty Nothstein — eerste herkansing, niet gerangschikt

#### Mountainbiken
Mannen, crosscountry:
- Todd Wells — 19e plaats, 2:24:37
- Jeremy Horgan-Kobelski — 21e plaats, 2:25:28

Vrouwen, crosscountry:
- Mary McConneloug — 9e plaats, 2:06:12

Afghanistan · Albanië · Algerije · Amerikaanse Maagdeneilanden · Amerikaans-Samoa · Andorra · Angola · Antigua en Barbuda · Argentinië · Armenië · Aruba · Australië · Azerbeidzjan · Bahama's · Bahrein · Bangladesh · Barbados · België · Belize · Benin · Bermuda · Bhutan · Bolivia · Bosnië en Herzegovina · Botswana · Brazilië · Britse Maagdeneilanden · Brunei · Bulgarije · Burkina Faso · Burundi · Cambodja · Canada · Centraal-Afrikaanse Republiek · Chili · China · Chinees Taipei · Colombia · Comoren · Congo-Brazzaville · Congo-Kinshasa · Cookeilanden · Costa Rica · Cuba · Cyprus · Denemarken · Djibouti · Dominica · Dominicaanse Republiek · Duitsland · Ecuador · Egypte · El Salvador · Equatoriaal-Guinea · Eritrea · Estland · Ethiopië · Fiji · Filipijnen · Finland · Frankrijk · Gabon · Gambia · Georgië · Ghana · Grenada · Griekenland · Groot-Brittannië · Guam · Guatemala · Guinee · Guinee‑Bissau · Guyana · Haïti · Honduras · Hongarije · Hongkong · Ierland · IJsland · India · Indonesië · Irak · Iran · Israël · Italië · Ivoorkust · Jamaica · Japan · Jemen · Jordanië · Kaaimaneilanden · Kaapverdië · Kameroen · Kazachstan · Kenia · Kirgizië · Kiribati · Koeweit · Kroatië · Laos · Lesotho · Letland · Libanon · Liberia · Libië · Liechtenstein · Litouwen · Luxemburg · Macedonië · Madagaskar · Malawi · Malediven · Maleisië · Mali · Malta · Marokko · Mauritanië · Mauritius · Mexico · Micronesië · Moldavië · Monaco · Mongolië · Mozambique · Myanmar · Namibië · Nauru · Nederland · Nederlandse Antillen · Nepal · Nicaragua · Nieuw-Zeeland · Niger · Nigeria · Noord-Korea · Noorwegen · Oeganda · Oekraïne · Oezbekistan · Oman · Oostenrijk · Oost‑Timor · Pakistan · Palau · Palestina · Panama · Papoea-Nieuw-Guinea · Paraguay · Peru · Polen · Portugal · Puerto Rico · Qatar · Roemenië · Rusland · Rwanda · Saint Kitts en Nevis · Saint Lucia · Saint Vincent en Grenadines · Salomonseilanden · Samoa · San Marino · Sao Tomé en Principe · Saoedi-Arabië · Senegal · Servië en Montenegro · Seychellen · Sierra Leone · Singapore · Slovenië · Slowakije · Soedan · Somalië · Spanje · Sri Lanka · Suriname · Swaziland · Syrië · Tadzjikistan · Tanzania · Thailand · Togo · Tonga · Trinidad en Tobago · Tsjaad · Tsjechië · Tunesië · Turkije · Turkmenistan · Uruguay · Vanuatu · Venezuela · Verenigde Arabische Emiraten · Verenigde Staten · Vietnam · Wit-Rusland · Zambia · Zimbabwe · Zuid-Afrika · Zuid-Korea · Zweden · Zwitserland